# Festival du film coréen à Paris
Le Festival du film coréen à Paris ou FFCP  (anciennement Festival franco-coréen du film) a lieu chaque année entre les mois d'octobre et de novembre à Paris. Il est la manifestation majeure du cinéma coréen en France depuis sa création en 2006.

## Programmation
Le FFCP programme chaque année une cinquantaine de films en première internationale, européenne ou française dans une sélection variée du cinéma coréen de tous temps et de tous genres avec quatre sections : Paysage du cinéma coréen contemporain, Classiques, Shortcuts et Portrait du cinéaste coréen de demain.
La section de courts-métrages, Shortcuts, est la seule section compétitive du Festival et est analysée par un jury de professionnels du cinéma, de la distribution ou de la programmation.
Acteurs, réalisateurs et producteurs coréens sont, chaque année, invités à l'occasion de séances spéciales, rétrospectives ou Masterclass.
En 2013, le Festival a organisé sa 8e édition au cinéma Publicis Cinémas, sur les Champs Élysées.

## Sélection officielle

### 2021
| Film                                        | Réalisation                 |
| ------------------------------------------- | --------------------------- |
| Escape from Mogadishu (Mogadisyu)           | Ryoo Seung-wan              |
| Ten Months (Sibgaewol)                      | Sun Namkoong                |
| Our Midnight                                | Lim Jung-Eun                |
| Young Adult Matters (Eoreundeuleun mullayo) | Lee Hwan                    |
| Voice of Silence (Sorido Eopsi)             | Hong Eui-jeong              |
| A Leave                                     | Lee Ran-hee                 |
| Moving On (Nammaeui Yeoreumbam)             | Yoon Danbi                  |
| Sinkhole (Singkeuhol)                       | Kim Ji-hoon                 |
| Rolling Girl (Rolling)                      | Kwak Min-seung              |
| Homeless (Homliseu)                         | Lim Seung-hyeun             |
| Short Vacation (Jong chak yeok)             | Kwon Min-pyo et Seo Han-sol |
| The Medium (Rang Zong)                      | Banjong Pisanthanakun       |
| Hostage: Missing Celebrity (Injil)          | Pil Gam-sung                |
| A Distant place                             | Park Kun-young              |
| Midnight Silence (Mideunaiteu)              | Kwon Oh-seung               |
| Introduction (Inteurodeoksyeon)             | Hong Sang-soo               |
| The Book of fish (Jasaneobo)                | Lee Joon-ik                 |

## Invités du FFCP

### 2017
Source
- Kim Kyoung-won pour The Artist: Reborn (réalisateur)
- Um Tae-hwa pour Vanishing Time: A Boy Who Returned (réalisateur)
- Lee Wan-min pour Jamsil (réalisatrice)
- Kim Sae-byuk pour Jamsil et The First Lap (actrice)
- Cho Hyun-hoon dans la section portrait pour Jane, Metamorphosis et The Mother's Family (réalisateur)
- Kim Hyun-seok pour I Can Speak (réalisateur)
- Lee Je-hoon pour I Can Speak]' (acteur)
- Jang Hoon pour A Taxi Driver (réalisateur)

### 2016
Source,,
- Kim Seong-hoon pour Tunnel (réalisateur, ouverture)
- KIM Sung-soo pour Asura: The City of Madness (réalisateur)
- Jung Woo-sung pour Asura: The City of Madness (acteur)
- Lee Kyoung-mi pour The Truth Beneath (réalisatrice)
- Yoon Ga-eun pour The World of Us (réalisatrice)
- Steven Dhoedt pour Reach for the SKY (co-réalisateur)
- Choi Su-jin, Prix FlyAsiana 2015

### 2015
Source
- Kim Dong-ho pour une masterclass avec Jury (réalisateur)
- Ryoo Seung-wan pour Veteran (réalisateur)
- Choi Dong-hoon pour Assassination (réalisateur)
- Kim Dae-hwan pour End of Winter (réalisateur)
- Hong Seok-jae pour Socialphobia (réalisateur)
- Moon Jeong-yun pour Gi-Hwa (réalisateur)
- Hong Hee-yong pour Gi-Hwa (acteur)
- Jang Kun-jae pour Midsummer's Fantasia (réalisateur)

### 2014
Source
- Shim Sung-bo pour Haemoo (réalisateur, ouverture)
- Kim Yun-seok pour Haemoo (acteur)
- Lee Su-jin pour A cappella (réalisateur)
- Jo Bum-gu pour The Divine Move (réalisateur, cloture)
- Noh Young-seok pour Intruders (réalisateur)
- Jung Yoon-suk pour Non-Fiction Dary (réalisateur)
- Shin Ju-hwan, Prix FlyAsiana 2013

### 2013
- Shin Su-won, cinéaste de l'année
- Kang Jin-a (en) pour Dear Dolphin (réalisatrice)
- Hong Jae-hee pour My Father’s Emails (réalisatrice)
- Kim Lyang pour Dream House by the Border (réalisatrice)
- Lee Joon-ik pour Hope (réalisateur)
- Neil Dowling pour Finding Joy (réalisateur)
- Oh Tae-heon, Prix FlyAsiana 2012

### 2012
- Kim Kyung-mook, cinéaste de l'année
- Choi Dong-hoon pour The Thieves, film de clôture (réalisateur)
- Lee Jung-jae pour The Thieves (acteur)
- Ahn Soo-hyun pour The Thieves (productrice)
- Jeong Jae-eun pour Talking Architect (réalisatrice)
- Han Sun-hee pour Talking Architect (productrice)
- Hyun Jeong-jae, Prix FlyAsiana 2011

### 2011
- Yoon Sung-hyun, cinéaste de l'année
- Kang Hyeong-cheol pour Sunny (réalisateur)
- Jung Yumi pour Cafe Noir (en) et Come, Closer (en) (actrice)

### 2010
- Ryoo Seung-wan, cinéaste de l'année

### 2009
- Lee Myeong-se, cinéaste de l'année
- Yang Ik-june pour Breathless (réalisateur)

### 2008
- Song Il-gon pour Magicians (réalisateur)